# 栂池高原
栂池高原（つがいけこうげん）は、長野県北安曇郡小谷村に広がる、白馬岳（しろうまだけ）東麓に展開する高原である。高原上部には高層湿原の栂池自然園があり、ふもとには栂池高原スキー場や白馬乗鞍温泉スキー場がある。

## 概要
具体的には小字である「原（親の原）」「松沢」「川内」域を指す。落倉高原と白馬乗鞍高原の間、南端を松沢のアルプス橋とし、北端を親沢川まで、東端は国道148号（白馬大池駅周辺の集落）のエリアとなる。
名称の由来は、高原内にある「栂池」という池であり、高原上部には”神の田圃”と称される高層湿原の栂池自然園が広がる。
標高は松沢地区の約800メートルから、自然園の上部2,000メートル程度にまで至り、ゴンドラ・リフト・ロープウェイを乗り継いでアクセスすることができる。
また、親の原には、近世に糸魚川から塩尻方面へ塩を運んだ千国街道（塩の道）が通り、周辺には石仏群や牛方宿が残る。

## 歴史
昭和30年代までの栂池高原（親の原）は、近隣の川内・松沢・親の原・沓掛・千国集落の共有地であり、牧場や森林地、屋根葺き用のカヤ場などがあった。昭和40年代になり、スキー場が開設されたことで近隣集落からの移住者が生まれ、民宿・ペンションなど近年の宿泊施設が増えリゾート開発が進んだ。

## 地理
高原の高地にある栂池という池が高原の名の由来である。ゴンドラリフトとロープウェイを乗り継いで、2,000メートル程のところまで行くことが出来る。親の原の段丘地形は白馬乗鞍火山からの火山性の堆積物で覆われている。かつて塩の道に利用されており、第二次世界大戦直後に開拓地として利用され始め、赤土に覆われたやせ土が現在のように開発され、スキー場や観光地として賑わうようになった。栂池高原には総面積194ヘクタールの栂池高原スキー場や中部山岳国立公園に指定されている栂池自然園がある。

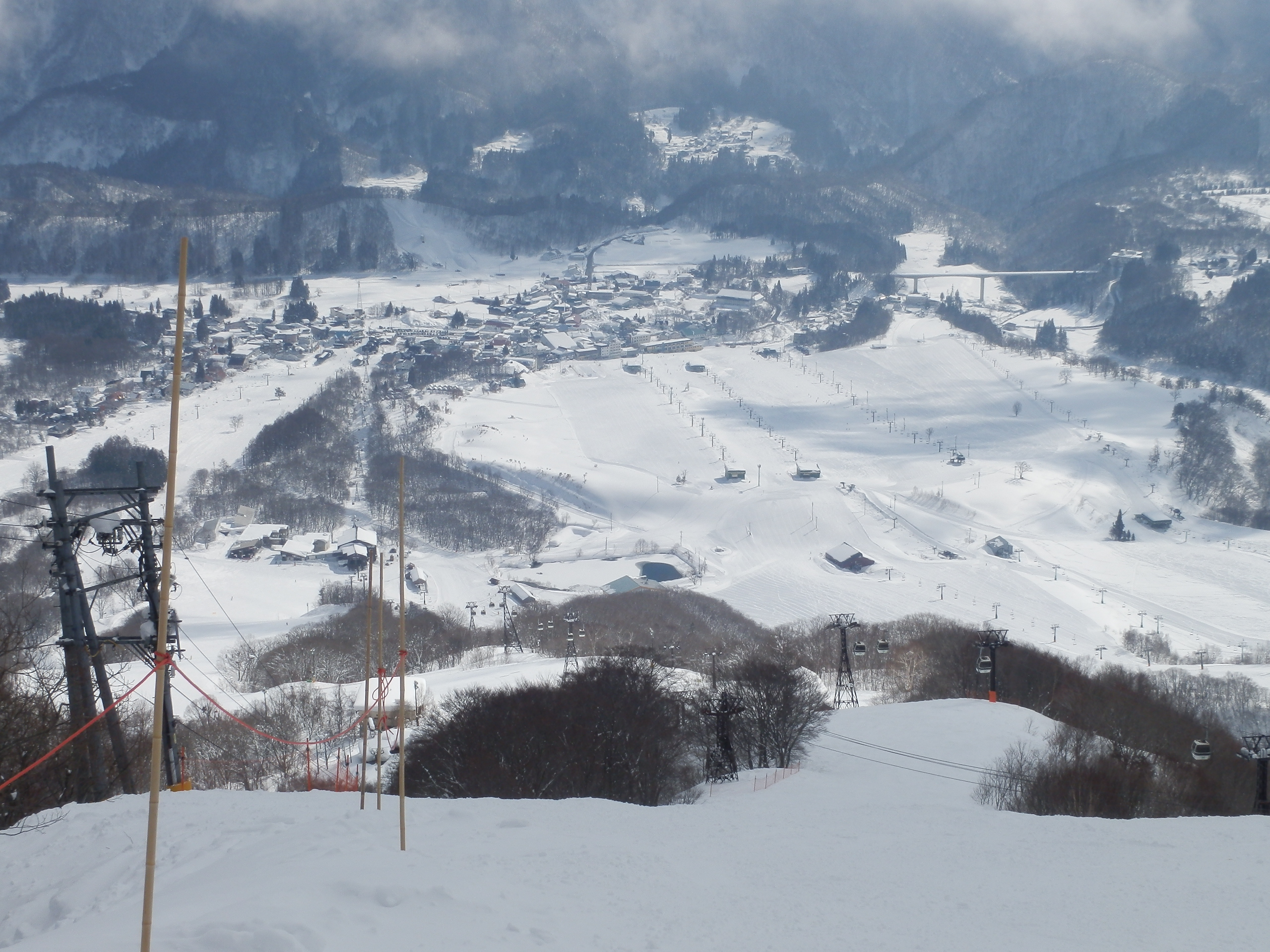
栂池高原スキー場
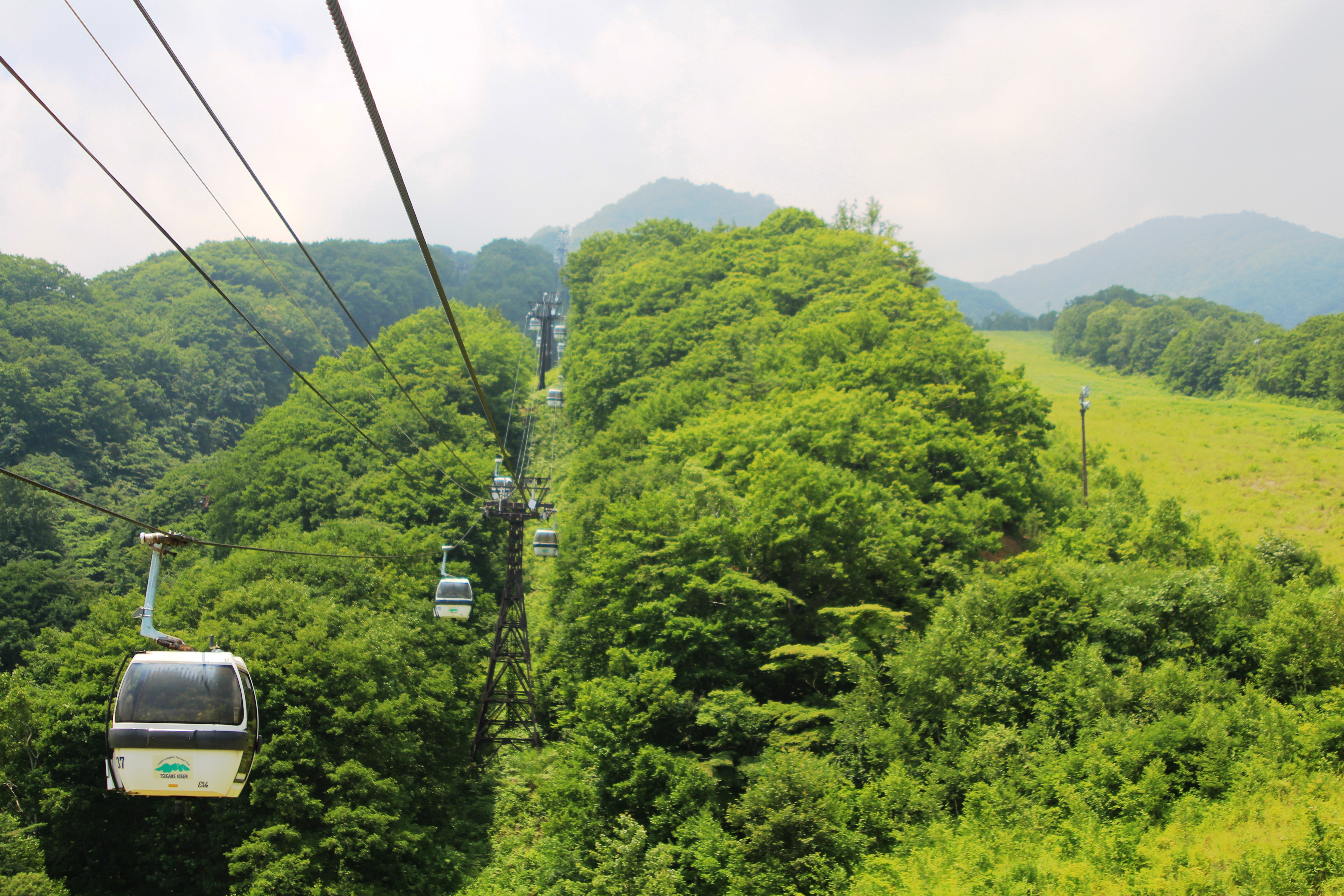
栂池ゴンドラリフト
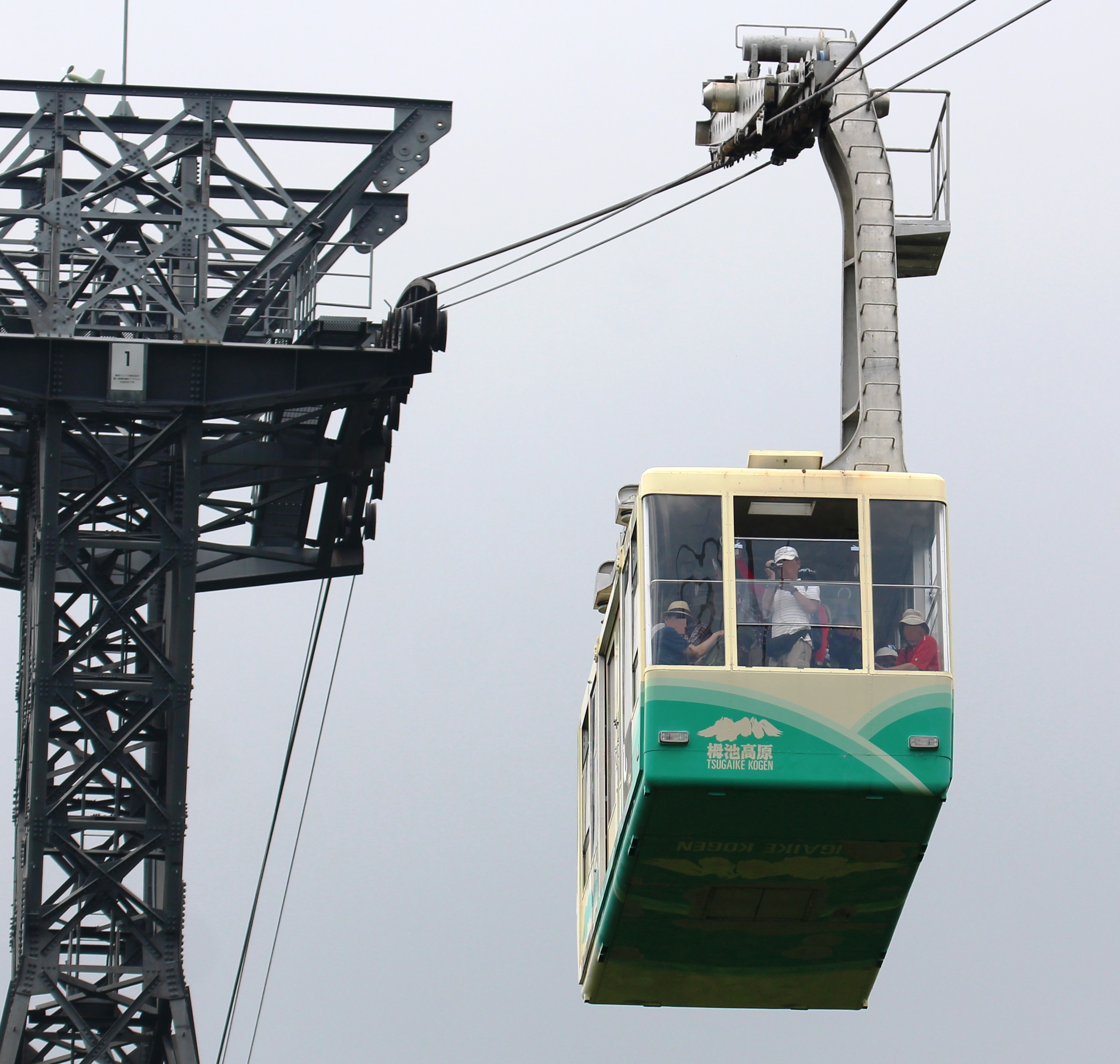
栂池ロープウェイ

## 自然
様々な高山植物が分布しており、固有種もいる。また、約100ヘクタールの広さの高層湿原をそのまま自然公園とした栂池自然園があり、自然園の中には5.5キロメートルの遊歩道（木道）が繋がる。天狗原への登山道は、自然園への案内板に従って舗装された道を登り、ビジターセンターの手前から指導標に従い登山道に入る。なお、ビジターセンターは自然園の入園料を兼ねて有料である。
- キヌガサソウ - 8 - 10枚の大きな輪状の葉の中央に、直径6 - 7センチメートルの白い花が一輪、ひときわ目立って咲く。日本固有種で学名にも japonica の表記がある。1884年（明治17年）に白山で初めて記録された。花期は6 - 8月で、栂池自然園ではよく見ることができる。6月の花は新鮮で真っ白であるが、8月になるとやや黄色味を帯び、雄蕊も赤くなるが、子房も発達し始める。花の構造はよく見ると複雑で、外側の白い花弁のように見えるものは「萼片」で、外花被片と呼ぶ内側に外花被片と同数の細い棒状の内花被片があり、これが本来の花弁である。子房は緑色だが秋には黒紫色に熟し、食べられる。学名は Kinugasa japonica で、メランチウム科キヌガサソウ属の多年草である。以前ユリ科に分類されていた。白山以東、赤石岳以北の日本海側に多く、青森県が北限である。深山の湿った草地に群生する。
- オニシオガマ - 茎は直立して高さは40 - 100センチメートル程になり、茎や葉には白色の軟毛がやや密に生える。葉は対生し、4 - 6枚の大型の根生葉は長卵形で羽状に全列し、裂片は深く裂け、両面に白毛がつく。茎につく葉は小型で羽裂せず、上部のものは苞になる。花期は8 - 9月で淡紅紫色の唇形の花が下段から上段に咲いていく。上唇は船を伏せたような形で、中には雄蕊が4本。下唇は3裂して広がる。石川県から青森県にかけた本州の日本海側に分布し、深山の湿った谷間に生息する。

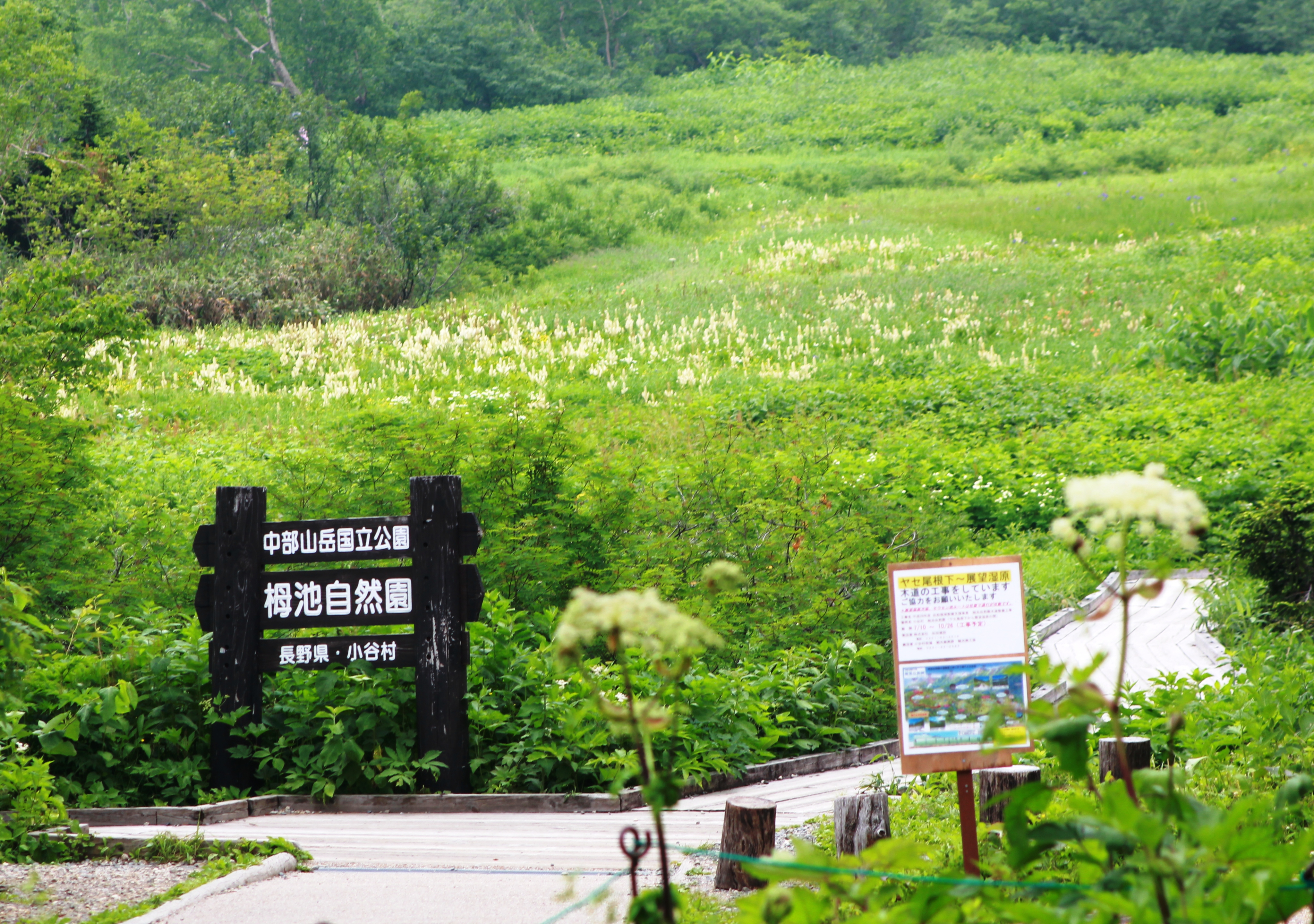
栂池自然園
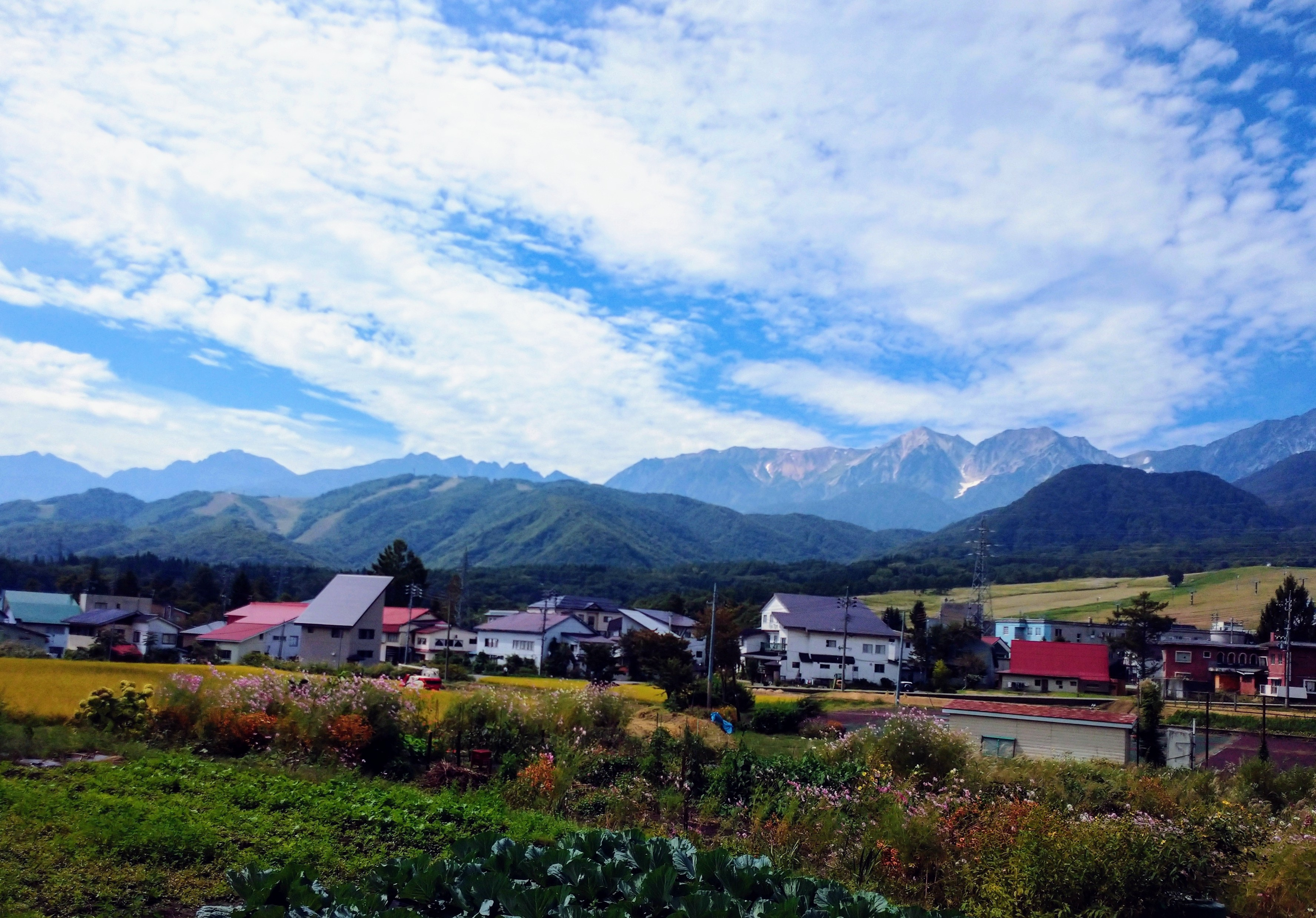
栂池高原
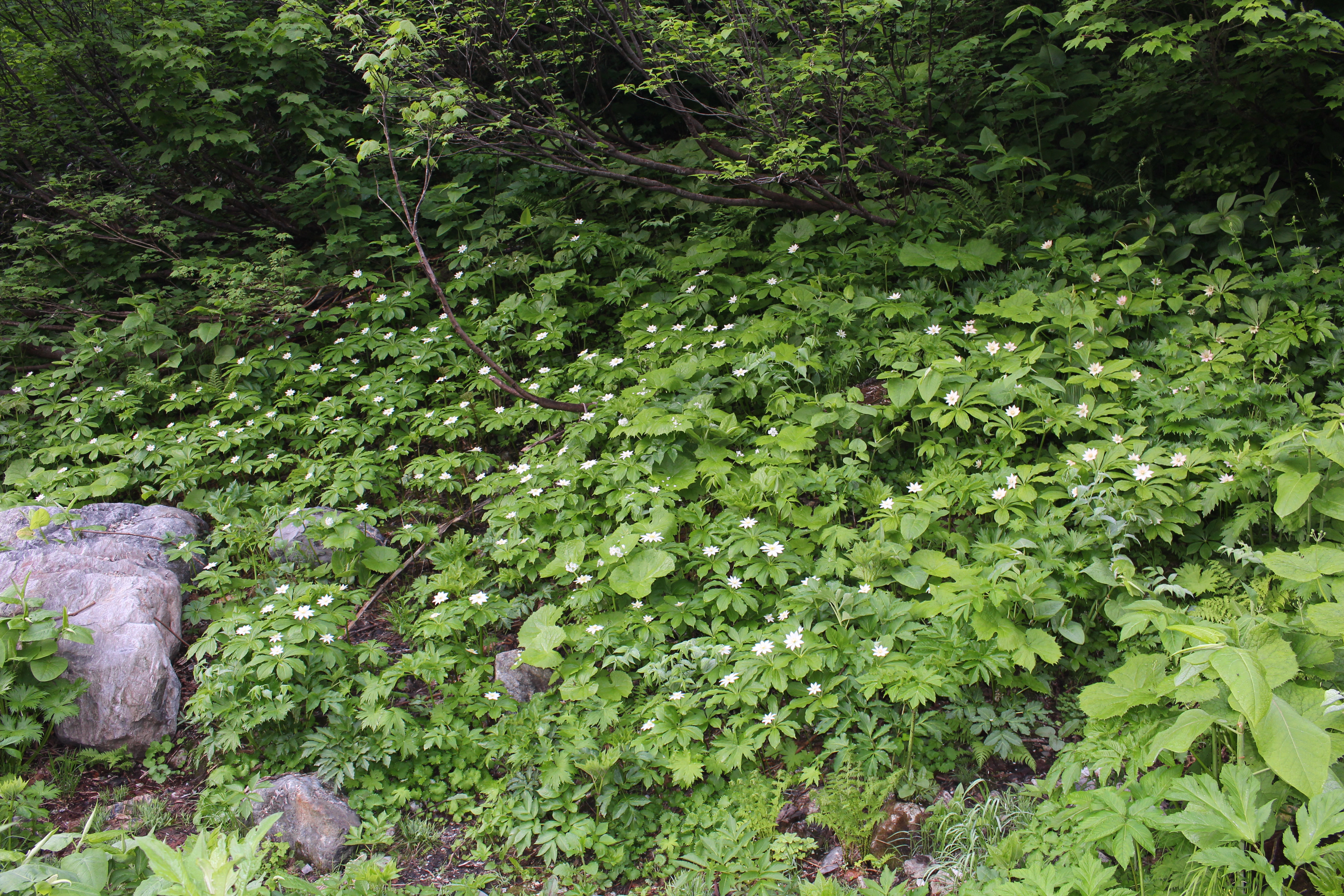
キヌガサソウの群落（白馬岳）
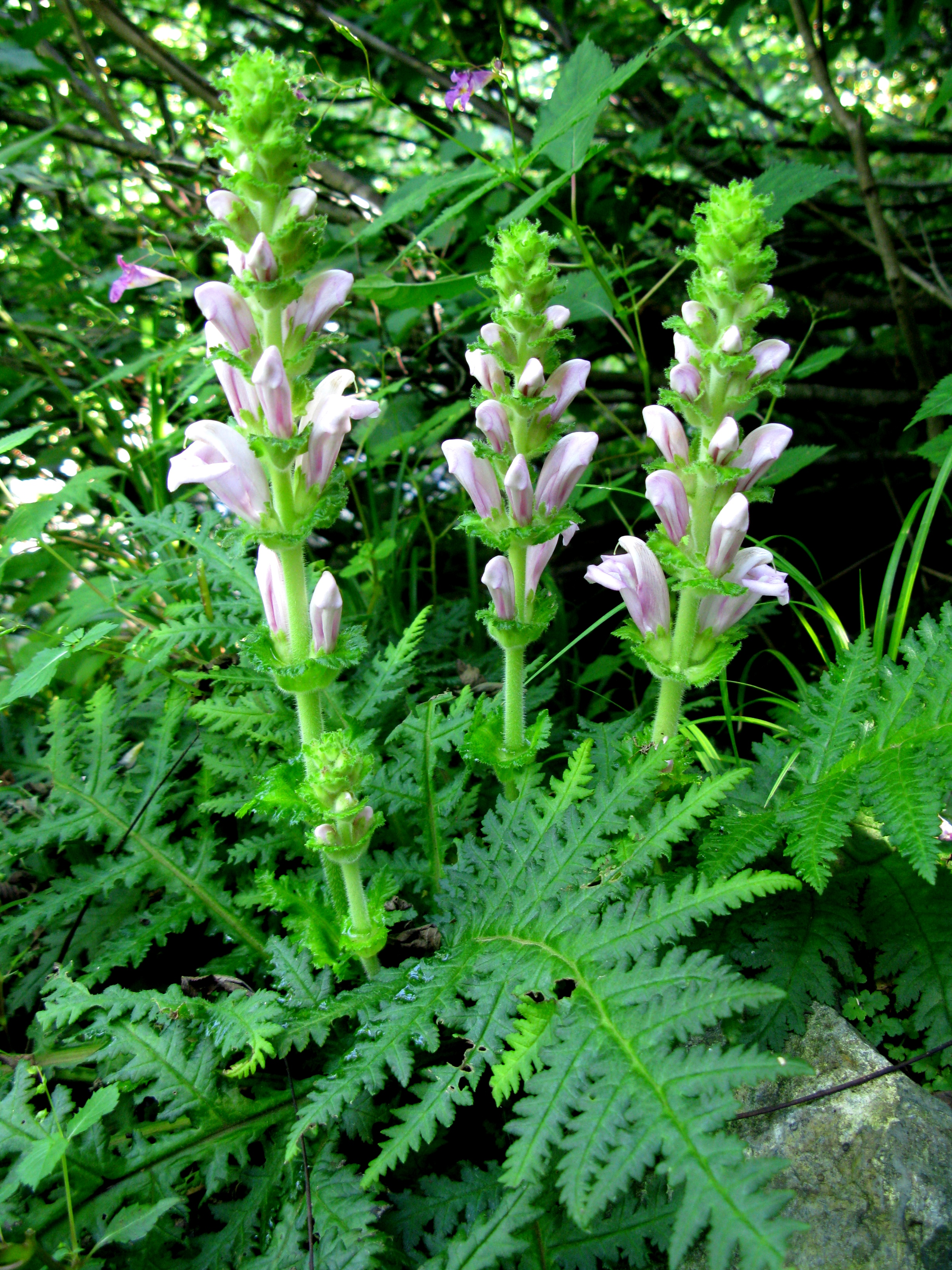
オニシオガマ（福島県）

## 気候・気象
栂池高原のある小谷村が属する北安曇郡は、長野県内でも気温の低い地域で、特に冬期は著しく気温が低い。栂池高原の中でも標高によって差が大きく、川内下（標高約600メートル）と、親の原台地中央部（約830メートル）では、かなりの気温差がある。立屋については、1990年（平成2年）の月別平均気温の最高は7月の18.3 ℃、最低は2月の−5.2 ℃で、年平均では7.6 ℃だった。

## 栂池高原の遺跡
栂池高原には、縄文時代早期の「林がしら遺跡」をはじめ、縄文時代の遺物を出土した遺跡が17ほどある。出土した遺物の大部分は、小谷村郷土館に収蔵されている。
- 沓掛（くつかけ）
- 親の原（おやのはら）
- 蛇沢（へびざわ）
- 丸山（まるやま）
- 山の神（やまのかみ）
- 小うと（こうと）
- 霧山（きりやま）
- 萱場（かやば）頂上付近

- ぶんどびやくぼ、下の高でっき
- 萱場（かやば）東麓
- 林（はやし）がしら
- あわら
- 甘蕨（あまわらび）
- 辛崎（からさき）
- 行人（ぎょうにん）塚
- はちん坊塚

## 交通アクセス
鉄道利用の場合

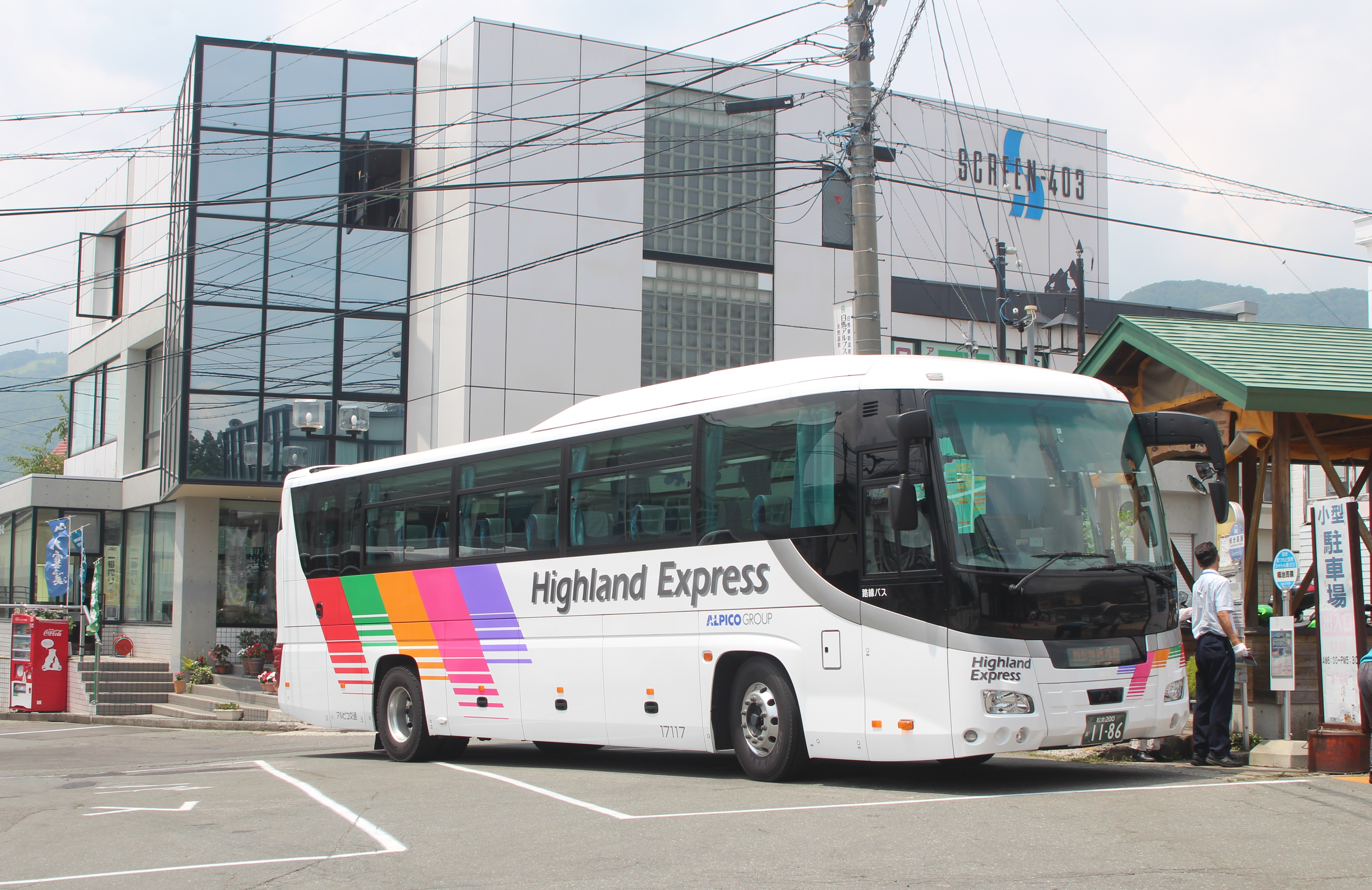
アルピコ交通 栂池高原バス停

- JR大糸線白馬大池駅から栂池高原バス停までタクシー利用または徒歩等 (約5キロメートルの上り道)
- JR大糸線白馬駅からアルピコ交通バス (長野 – 白馬線) で栂池高原下車
- JR大糸線南小谷駅から小谷村営バスで栂池高原下車
- JR大糸線信濃大町駅からアルピコ交通バス (安曇野・大町・白馬 – 新宿) で栂池高原下車
- JR大糸線穂高駅前の安曇野穂高バス停からアルピコ交通バス (安曇野・大町・白馬 – 新宿) で栂池高原下車

トレッキングコース 塩の道 千国街道
- 千国越えコース 小谷村郷土館 (JR大糸線南小谷駅から徒歩約6分) から栂池高原松沢口まで6.8キロメートル、徒歩約3時間10分

高速・特急バス利用の場合
- バスタ新宿から京王バスまたはアルピコ交通バス (安曇野・大町・白馬 – 新宿) で、安曇野穂高、信濃大町駅前を経由して栂池高原下車
- 大阪 (阪急三番街)・新大阪駅・京都駅からアルピコ交通バス (さわやか信州号) で栂池高原下車
- JR長野駅からアルピコ交通特急バスで栂池高原下車
- 立山黒部アルペンルート扇沢駅から特急バス (白馬ー扇沢アルペンライナー) で栂池高原下車

乗合タクシー利用の場合
- 信州まつもと空港シャトル便で栂池高原下車（予約制）

マイカー利用の場合
- 中央自動車道 安曇野インターから国道147号、国道148号経由
- 上信越自動車道 長野インターから国道19号、(主) 長野大町線 (オリンピック道路)、国道148号経由
- 北陸自動車道 糸魚川インターから国道148号経由